# 格倫蒙特 (馬里蘭州)
格倫蒙特（英語：Glenmont）是位於美國馬里蘭州蒙哥馬利縣的一個普查規定居民點。

## 人口
根據2020年美國人口普查的數據，格倫蒙特的面積為7.31平方千米，當中陸地面積為7.25平方千米，而水域面積為0.06平方千米。當地共有人口16710人，而人口密度為每平方千米2,285.91人。